# All That I Got
All That I Got è un singolo del gruppo musicale statunitense Tremonti, pubblicato il 16 aprile 2013 dalla FRET12.

## Descrizione
Si tratta di una delle due b-side scartate dall'album di debutto del gruppo, All I Was, e suonate regolarmente dai Tremonti durante il loro primo tour.

## Tracce
1. All That I Got – 4:19

## Formazione
Gruppo
- Mark Tremonti – voce, chitarra solista e ritmica
- Eric Friedman – chitarra ritmica, basso, cori
- Garrett Whitlock – batteria

Produzione
- Michael "Elvis" Baskette – produzione
- Jef Moll – ingegneria del suono
- Ted Jensen – mastering